# Bulnesia sarmientoi
Bulnesia sarmientoi Lorentz ex Griseb. es un árbol de gran parte del Gran Chaco en Sudamérica, entre Argentina, Brasil, Bolivia y Paraguay. Su nombre común es palo santo, ibiocaí, vera. Tanto Bulnesia sarmientoi como Bulnesia arborea son nombrados a veces en el mercado internacional como Paraguay lignum vitae, ya que sus propiedades y usos son similares al guayacán, árbol del género Guaiacum.
La madera de Bulnesia sarmientoi es marrón, negra, y verde (varía en color de verde oliva suave a chocolate), con nudos. El ritidoma (corteza) es mayormente fino y amarillento leve. La densidad de esta madera es entre 0,92 a 1,1 g/cm³.
El palo santo se emplea para grabados y cuando se necesita una madera durable. De su madera se extrae un tipo de aceite: aceite de guaiac (o guayacol) para ingrediente de perfumes. Su resina puede obtenerse con solventes orgánicos, empleada para hacer barniz y pinturas oscuras.
El palo santo es apreciado[¿por quién?] por sus propiedades protectoras de la piel humana con su esencia. Da un buen carbón y vigas de alta calidad. Igniciona fácilmente, y produce un humo fragante. Los nativos de la región del Chaco emplean la corteza para tratar problemas de estómago.
Su madera tiene mucho valor en Paraguay. Esta tiene un olor muy característico y agradable, intenso y aromático. Para los habitantes del Chaco paraguayo o región occidental, el aroma de esta madera está unido directamente al sentimiento vital de su tierra.

## Características
El palo santo es un árbol de 6 a 20 m de altura con ramas rígidas. En las ramas cilíndricas se encuentran los nudos gruesos y opuestos en los que se concentran las hojas. Las ramas jóvenes tienen entrenudos muy cortos, de 2 a 3 cm. Las hojas son casi sénsibles y compuestas por dos hojas bifolioladas; esto significa que en los pecíolos pequeños se encuentran respectivamente dos pequeños folíolos.
Estos folíolos son de 1,5 cm a 4 cm de largo, asimétricos, ovalados, largos y redondeados en el extremo. Una hoja bifoliolada recuerda en su forma a un yugo. En otoño (de abril a mayo) el Palo Santo florece y de junio a agosto, fructifica. Este árbol muestra por un tiempo muy corto sus flores.
En la mayoría de los casos la inflorescencia está compuesta por dos flores, rara vez una sola flor axilar. La flor tiene 5 pétalos blanco-amarillentos, de 11 a 13cm de largo y con 10 estambres. El diámetro máximo de una flor es de 2 cm. Después de la flor se desarrolla una cápsula marrón-verdosa de 3,5 a 5,0cm de largo con tres alas semicirculares apergaminadas. Las semillas verdes lustrosas tienen un tamaño de 1,0 a 1,5 cm.
El Palo santo es un árbol muy común y típico del Chaco Boreal. Crece aisladamente o en pequeños grupos. Especialmente en bajadas húmedas forma asociaciones (con el coronillo, Schinopsis quebracho-colorado). Su frecuencia disminuye notablemente hacia el norte de la ecorregión del Gran Chaco, donde hay condiciones más secas y calurosas. Lastimosamente no se ha publicado la forma de cultivar, se ha hablado de sus características, usos etc. Pero no han mencionado como cultivar.

## La madera
La madera, la corteza y la resina del palosanto tienen varias aplicaciones. Por su resistencia bajo tierra, la madera es empleada para postes de construcción de viviendas de gran duración. También bochas, jarrones, guampas, morteros, pipas, muebles y otros numerosos utensilios son fabricados con la madera del Palo santo (en parte por trabajos de tornería).
La madera de Bulnesia sarmientoi es una de las maderas más pesadas y duras (densidad específica: 1,280 kg/dm3). Su resistencia extraordinaria se debe principalmente a los depósitos de cristales de oxalato cálcico y al contenido de un 15 % de resinas entre las fibras, que le confieren resistencia al ataque de hongos e insectos. El veteado precioso e irregular, el brillo suave, la textura fina y densa, así como los diferentes matices de la albura amarillenta y del duramen verde-parduzco, hacen a esta madera tan extraordinaria.

## Usos
De la madera se puede obtener un aceite esencial, conocido como guayacol, que se emplea en la industria de perfumes, especialmente para jabones. Los menonitas, que son colonos del Chaco, exportan la esencia del palo santo, el guayacol a Europa. 
El palosanto es también un ingrediente de los espirales repelentes de mosquitos. Sin embargo, para repeler insectos es más sencillo, si es posible, hacer un fuego con la madera misma. 
Con la resina se pinta sobre las vasijas de barro y después del secado se las calienta otra vez por un momento, por lo cual se obtiene un color oscuro intenso.
Con el palosanto se fabrican numerosas artesanías de uso diario. Las más populares son las guampas para mate y tereré y los morteros para pisar la carne y las plantas medicinales. También se fabrican juguetes como trompos y baleros y objetos decorativos.
Esta madera también se utiliza para la fabricación de muebles.
También se extraen aceites esenciales, del aserrín resinas usadas en la fabricación de barnices y pinturas. En las zonas rurales, esta madera se usa sobre todo para postes de alambrados de estancias.
Es muy común que la nación qom realice artesanías como tallado de la madera con formas de animales nativos característicos como armadillos, tortugas, tapires y aves como el loro hablador.
También es utilizado para leña y carbón por su propiedad combustible. 
Otro de los usos del Palo Santo es medicinal. Su esencia es usada para curar heridas de la piel y la decocción de la corteza para tratar afecciones estomacales.También se emplea en fomentos calientes para tratar dolores musculares. 
Es importante mencionar que las hojas flores y semillas son tóxicos para el ganado vacuno.

## Relación con los pueblos nativos
Los Lengua-Maskoy tienen la creencia que una fogata hecha con la madera del palosanto evita que los espíritus maléficos se acerquen a las viviendas. Le atribuyen tal propiedad debido a la particular claridad de las llamas que surgen de esta madera encendida. De hecho, se puede observar que muchos Lengua-Maskoy hacen su fuego casi exclusivamente con la madera del Palo santo. Si alguien de la población indígena ha visto un espíritu maligno o ha tenido contacto con una persona que ha visto un espíritu, se purifica a todo el pueblo con el humo del fuego de Palo Santo.
Este árbol también está presente en el ritual de los matrimonios indígenas. La pareja debe plantar una plantita de este árbol en ausencia de testigos para ligar sus destinos y que la unión dure eternamente.
Con frecuencia se puede observar troncos viejos de Palo santo que en el interior son huecos. En estos huecos se conserva agua de lluvia. El chaco semiárido, donde se distribuye naturalmente esta especie, presenta un clima seco y escasea el agua por temporadas.
Los Lengua-Maskoy recorrieron durante sus migraciones o cacerías este reservorio de agua cuando sus provisiones se habían agotado. Los indígenas Nivaclé, por el contrario, nunca tomaron el agua que se encuentra en los huecos del tronco. Las mujeres toman una infusión del Palo santo como método anticonceptivo. La ceniza de la madera fue empleada para el tratamiento de heridas externas.
Según Heinrich Unger: ‘Los árboles de Palo santo más viejos son cortados por eso con preferencia. Los animales no pueden tomar el agua del agujero angosto en el medio del tronco. Los indígenas chupan el agua con un tubito.